# Англонормани
Англонормани (енгл. Anglo-Normans) је израз који се користи за Нормане који су дошли у Енглеску у 11. вијеку за вријеме освајања Вилијама Освајача, као и њихови потомци који су као феудалци владали Енглеском у сљедећих неколико вијекова. Из Енглеске су се Нормани проширили на сусједни Велс гдје су били познати као Камбронормани, у Шкотску као Шкотонормани и Ирску као Хибернонормани. Долазак Нормани у Енглеску се традиционално сматра као крај раног средње вијека (тзв. Мрачно доба), односно почетак позног средњег вијека, те једним од најважнијих догађаја у историји Енглеске. Нормани су релативно брзо завладали над англосаксонским становништем, замијенили елиту и процесом кастелизације се наметнили не само као нови владари, него су са собом доњели развијене институције феудализма и културу која се одржавала кроз норманску архитектуру, а са временом и засебни англонормански језик темељен на старофранцуском. Однос побједничких Нормана и покорених Англосаксонаца је дуго времена био предмет дебате међу историчарима, али је до 15. вијека дошло до њиховог спајања у модерну енглеску нацију и заједнички енглески језик.